# Сокобањски метеорит
Сокобањски метеорит је први званично забележени метеорит који је пронађен на територији Србије. Према структурној класификацији припада каменим метеоритима, типа хондрита. У хемијском саставу доминирају оливин и пироксен. Тежио је око 80 килограма.

## Пад метеорита
Према белешки Јосифа Панчића, метеорит је пао 13.октобра 1877. године око 14 часова. Самом паду претходиле су три јаке експлозије, а затим се појавио густ облак дима и чуло се звиждање летећег небеског тела. Расуто камење пало је на површину од 16 километара дужине и око 4 километра ширине у троуглу између села Шарбановац, Сокобање и планине Девица. Највећи примерак пао је северно од Сокобање и тежак је 38 килограма.
Делови метеорита сувају се на разним локацијама. Једна примерка је у Природњачком музеју у Београду (тежак око 16 кг), а бројни делови налазе се у музејима у Лондону, Паризу, Бечу, Прагу, затим Сарајеву и Загребу.
Име је добио по Сокобањи, где је пронађен највећи примерак, који се чува у локалној Народној библиотеци „Стеван Сремац“ у том месту. Сакупљено је око 49 килограма, а сматра се да је укупна маса бил око 75-80 кг.

## Састав
Сокобањски метеорит припада врсти камених, тачније тип хондрита, група LL4. То значи, да је по саставу садржи мало гвожђа и метала, а хондруле су релативно велике дужине око 0,9 милиметара. Хемијски граде га минерали хиперстен (пироксени) и оливин. Осим њих јављају се фелдспат и хромит. Овакви метеорити формирали су се током настанка Сунчевог система, пре око 4,5 милијарди година.